# کولتس نک، نیوجرسی
کولتس نک (به انگلیسی: Colts Neck Township) شهری در ایالت نیوجرسی کشور ایالات متحده آمریکا است که جمعیت آن در سرشماری سال ۲۰۱۰ میلادی، ۱۰٬۱۴۲ نفر بوده‌است.